# Cambrils
Cambrils é um município da Espanha, na comarca do Baix Camp, província de Tarragona, comunidade autónoma da Catalunha. Tem 35,1 km² de área e em 2021 tinha 35 064 habitantes (densidade: 999 hab./km²). Limita com os municípios de Salou, Mont-roig del Camp, Montbrió del Camp, Vinyols i els Arcs, Vila-seca e Riudoms.